# 依波路
依波路控股有限公司，簡稱依波路控股（英語：Ernest Borel Holdings Limited，港交所：1856）的股份於2014年7月11日於香港聯合交易所主板本正式掛牌買賣。
依波路瑞士有限公司，簡稱依波路瑞士，瑞士依波路錶，以及依波路（英語：Ernest Borel S.A.），於1856年由品牌創始人朱爾斯·波萊爾(Jules Borel)，於瑞士拉紹德封創立一家專門生產及銷售各種名錶產品，其品牌標誌為一對情侶共舞剪影，享有「瑞士情侶錶典範」之美譽。
而在1997年，Raphael Bouillat正式委任瑞士依波路錶董事局首席執行官。
過去曾贊助依波路足球隊，後來於1993年解散。
2007年，瑞士依波路錶正式擴展中國內地，而首間專門店則在北京開幕。
而現時主要代言人為陳慧琳。

## 連結
- ErnestBorel.ch （页面存档备份，存于）
- ErnestBorel.com.tw[]